# (7047) Lundström
(7047) Lundström (1978 RZ9) – planetoida z pasa głównego asteroid okrążająca Słońce w ciągu 3 lat i 239 dni w średniej odległości 2,37 j.a. Została odkryta 2 września 1978 roku w La Silla Observatory należącym do Europejskiego Obserwatorium Południowego przez Claesa Lagerkvista.